# Chełmek Wołowski
Chełmek Wołowski (niem. Kulmikau) – wieś w Polsce położona w województwie dolnośląskim, w powiecie lubińskim, w gminie Ścinawa. W latach 1975–1998 miejscowość administracyjnie należała do województwa legnickiego.
Podczas II wojny światowej, od stycznia 1940 do marca 1941, we wsi mieścił się niemiecki nazistowski obóz pracy przymusowej dla żydowskich mężczyzn.

## Zabytki
Do wojewódzkiego rejestru zabytków wpisany jest:
- park, z przełomu XIX/XX w.